# Johann Koller (Unternehmer)
Johann Koller (* 16. Juli 1917 in Stadlern (Oberpfalz); † 11. Januar 2013 in Cham) war ein deutscher Unternehmer.
Koller gründete 1954 die Münchener Medizin Mechanik und baute sie zu einem führenden Anbieter auf dem Gebiet der Industrie- und Medizin-Elektronik auf. 1964 ließ er ein Werk in Stadlern (Oberpfalz) errichten. 1972 übernahm er die Firma Küster-Hartmann in Berlin. Zwischen 1979 und 1988 expandierte er das Unternehmen in die Schweiz, nach Österreich und nach Dänemark. In den 1990er Jahren folgte die Gründung weiterer Tochtergesellschaften in Italien, den Niederlanden und in Russland. 1992 zog er sich aus der Geschäftsleitung zurück.
Sein Sohn Michael Koller (* 1950) war seit 1976 bei MMM tätig und bis 2012 geschäftsführender Gesellschafter. Er ist weiterhin Mehrheitsgesellschafter der MMM und berät das Unternehmen.

## Ehrungen
- Verdienstkreuz 1. Klasse der Bundesrepublik Deutschland
- Staatsmedaille für besondere Verdienste um die bayerische Wirtschaft
- Ehrenmedaille in Gold des Landkreises Oberviechtach
- Verdienstmedaille des Landkreises Schwandorf
- Ehrenbürger der Gemeinde Stadlern